# Oberösterreichische Heimatblätter
Die Oberösterreichischen Heimatblätter sind eine vom Landesinstitut für Volkskultur und Heimatpflege in Oberösterreich, Linz, seit 1947 herausgegebene Zeitschrift. Einzelne Artikel der Jahrgänge 1947 bis 2000 und gesamte Hefte ab 2006 stehen für rein wissenschaftliche, nicht-kommerzielle Zwecke in digitaler Form kostenlos zur Verfügung.

## Geschichte
Als Vorläufer der Oberösterreichischen Heimatblätter können die von 1919/20 bis 1937 erschienene Zeitschrift Heimatgaue (Zeitschrift für oberösterreichische Geschichte, Landes und Volkskunde) und die von 1938/39 bis 1941/42 erschienene Zeitschrift Der Heimatgau (Zeitschrift für Volks- und Landschaftskunde sowie für die Geschichte des Oberdonau-Landes, herausgegeben vom Verein für Landeskunde und Heimatpflege im Gau Oberdonau) angesehen werden, die ebenfalls kostenlos in digitaler Form zur Verfügung stehen.
Im Jahr 2018 wurde der Papierdruck eingestellt, und die Oberösterreichischen Heimatblätter erscheinen seither ausschließlich in digitaler Form. Einhergehend mit dieser Umstellung wurde auch das Layout der OÖ. Heimatblätter geändert.